# Zahaii, Horohiv
Zahaii (în ucraineană Загаї) este un sat în comuna Mîhlîn din raionul Horohiv, regiunea Volînia, Ucraina.

## Demografie
Componența lingvistică a localității Zahaii
     Ucraineană (100%)
Conform recensământului din 2001, toată populația localității Zahaii era vorbitoare de ucraineană (100%).